# Drei Kategorien chinesischer Schriftzeichen
Die drei Kategorien der chinesischen Schriftzeichen (chinesisch 三书说) sind eine moderne Kategorisierung gegenüber den sechs traditionellen Kategorien. Sie wurden zuerst im Jahr 1935 von Tang Lan (唐兰) begründet. Später entwickelte Chen Mengjia (陈梦家) seine eigenen drei Kategorien, die von Qiu Xigui (裘锡圭) angenommen, aber auch zum Teil geändert wurden.

## Hintergrund: Kritisierung der sechs Kategorien
Der Terminus „liushu“ (chin. 六书) wurde am ehesten in Zhouli (chin. 周礼) erwähnt. Es wurde gesagt, dass die Söhne des Adels in Zhou-Dynastie sechs Künste, nämlich fünf Arten der Etikette, sechs Arten der Musik, fünf Arten des Bogenschießens, fünf Arten des Ritts, sechs Arten der Schrift, neun Arten der Mathematik lernen müssen. Aber Zhouli hat nicht erklärt, was „Sechs Arten der Schrift“ eigentlich bedeutet. Die Gelehrten in Han-Dynastie erklärten sie als sechs Kategorien der chinesischen Schriftzeichen. Da die Summe sechs schon vorher bestimmt wird, müssen sie in diesem Rahmen ihre Theorie aufbauen. In Shuowen Jiezi lauten sie Piktogramme, einfache Ideogramme, zusammengesetzte Ideogramme, Phonogramme, Entlehnung und Zhuanzhu. Zhuanzhu ist schwer in eine andere Sprache zu übersetzen, weil niemand in China sogar bis heute erklären kann, was dieser Terminus eigentlich bedeutet. Viele Gelehrten haben ihre eigenen Meinungen, aber sie sind stark unterschiedlich voneinander. Sie sind entweder ganz anders als die Interpretation von Shuowen Jiezi oder interpretieren nicht auf der Schriftebene, sondern auf der Sprachebene. Qiu Xigui hat darauf hingewiesen:
Heute müssen die Forscher der chinesischen Schrift diesen Terminus nicht nutzen. Ohne diesen Terminus können wir auch den Aufbau der Schrift gut erklären. Dessen wertvolle Teile können im geeigneten Bereich der Schriftologie bzw. der Sprachwissenschaft diskutiert werden. Allgemein gesagt, wir brauchen nicht eine endlose Diskussion über die Definition dieses Terminus zu führen.
Vielen Schriftzeichen verschwimmt die Grenze zwischen Piktogramm und einfachem Ideogramm. Beispielsweise ist 大 ursprünglich ein Bild von einem Mann, der seine Arme in gegengesetzte Richtung erstreckt. Aber es bedeutet „groß“. Hinsichtlich der Form soll es einem Piktogramm zugeteilt werden, während es hinsichtlich der Bedeutung einem Ideogramm, da „groß“ nicht zu Dingen, sondern zu Eigenschaften gehört.
Vielen Schriftzeichen verschwimmt die Grenze zwischen Piktogramm und zusammengesetztem Ideogramm. In der Schriftologie gibt es zwei unterschiedliche Sinnträger. Der Unterschied liegt daran, ob sich die Bedeutung des Sinnträgers auf ihre Form bezieht. Im engeren Sinne können die beiden als Sinnträger (z. B. 尖 „Spitze“: 小 „klein“ + 大 „groß“, der Oberteil einer Spitze ist immer kleiner als der Unterteil) oder Formträger (z. B. 凹 „nach unten gewölbt“, 凸 „nach oben gewölbt“) bezeichnet werden. Wenn zwei oder mehrere Formträger zusammengesetzt werden, ist es schwer zu bestimmen, zu welcher Kategorie sie gehören. Ein Beispiel:  (Orakelknochen) „durch den Fluss schwimmen“: Dieses Zeichen besteht aus drei Teilen: ein rechter Fuß, ein Fluss und ein linker Fuß. Ein Fuß steht an einem Ufer dieses Flusses, während der andere am anderen Ufer steht. Durch dieses Bild wird die Bedeutung „durch den Fluß schwimmen“ ausgedrückt. Einige Forscher teilen dieses Zeichen zu den Piktogrammen, während die anderen zu den zusammengesetzten Ideogrammen.
Bei der Entlehnung ist die Grenze zwischen abgeleiteter Bedeutung (chin. 引申义) und entlehnter Bedeutung (chin. 假借义) undeutlich. In Shuowen Jiezi wird der Terminus „Entlehnung“ wie folgend erklärt: es gab ursprünglich kein Zeichen für diese Wörter. Man nutzte andere Zeichen, die ähnlich wie diesen Wörtern klangen, um sie zu beschreiben. Nach diesem Prinzip begrenzt sich Entlehnung nur auf entlehnte Bedeutungen. Aber in Shuowen Jiezi wird dieses Prinzip nicht immer gurchgeführt. Z.B. 令 und 长 wird dieser Kategorie zugeteilt. 令 bedeutet „Beamte“, und seine ursprüngliche Bedeutung (chin. 本义) heißt „Anordnung“. Da Beamte immer andere anordnen, entsteht die abgeleitete Bedeutung „Beamter“. 长 bedeutet „lang“, und seine ursprüngliche Bedeutung heißt „alt“. In Orakelknochen wird 长 als ein alter Mann mit einem Stock geschrieben (). Aus „alt“ wird die neue Bedeutung „lang“ abgeleitet. Diese zwei Beispiele zeigen die Verwechslung der beiden unterschiedlichen Bedeutungsarten in Shuowen Jiezi.
Einige Zeichen sind schwer in jede Kategorie zu setzen. Z.B. 可 „können“ und 叵 „nicht können“. 叵 wird dadurch gebaut, dass 可 umgedreht wird.

## Die drei Kategorien von Tang Lan
In seinem Werk Einführung in die chinesische Grammatologie hat Tang Lan die traditionellen sechs Kategorien kritisiert und seine eigenen drei Kategorien angeführt. In Chinesische Grammatologie hat er seine Theorie ausgebaut und erklärt.
2.1 die drei Kategorien
2.1.1 Piktogramme
Bei Tang ist der Terminus „Piktogramme“ anders als in Gebrauch der in Shuowen Jiezi. Bei Tang bezieht sich die Bedeutung der Schriftzeichen in dieser Kategorie direkt auf ihre Formen. Z. B. 一 „eins“, 二 „zwei“, 三 „drei“, 鳥 „Vogel“ usw. Tang hat darauf hingewiesen, dass alle Schriftzeichen in dieser Kategorie die folgenden drei Eigenschaften haben müssen:
a. Sie müssen ein Ganzes sein, d. h. sie bestehen aus nur einem Teil.
b. Ihre Bedeutung müssen Namen sein.
c. Außer ihrer ursprünglichen Bedeutung haben sie keine andere Bedeutung.
2.1.2 Ideogramme
Bei Tang beziehen sich die Bedeutungen der Schriftzeichen in dieser Kategorie indirekt auf ihre Formen. Zum Beispiel bezeichnet 大 einen Mann, der seine Arme in entgegengesetzte Richtungen erstreckt. Aber es bedeutet „groß“. Man verwendet ein Bild von einem großen Mann, um den abstrakten Begriff „groß“ auszudrücken. Anders als Piktogramme (z. B. eine kurze Linie repräsentiert eins) kann man das Zeichen nicht verstehen, sobald man diese Form sieht. Man muss über die Beziehung zwischen der Form und der Bedeutung nachdenken.
2.1.3 Phonogramme
Bei Tang ist diese Kategorie fast gleich wie die bei Shuowen Jiezi.
2.2 Die Nachteile der Theorie Tangs
Tang hält Entlehnung für keine Kategorie der chinesischen Schriftzeichen, weil durch Entlehnung kein neues Schriftzeichen entstehen kann. Chen Mengjia hat Tangs Ansicht kritisiert. Er hat darauf hingewiesen, dass trotz der Form des Entlehnungszeichens und Ursprungszeichens beide zwar gleich sind, aber ganz unterschiedliche Aufbauen haben. Z.B. Das Zeichen 其 bezeichnete ursprünglich eine spezielle Art von Schaufeln. Da die als Pronomen „er/sie/es“ ausgesprochen wurde, wurde das Zeichen für diese abstrakten Wörter entlehnt. Die Bedeutung „Schaufeln“ bezieht sich auf die Form, deswegen gehört 其1 bei dieser Bedeutung zu Piktogrammen. Da ihre Form keine Beziehung mit den Pronomen hat, gehört 其2 bei dieser Bedeutung zu Entlehnungen. Hinsichtlich ihrer unterschiedlichen Aufbauen können wir sagen, dass 其1 und 其2 zwei unterschiedliche Schriftzeichen sind.
Außerdem findet Chen es sinnlos, Piktogramme und Ideogramme für zwei unterschiedliche Kategorien zu halten. Tang hat gasagt, dass die Bedeutungen der Piktogramme Namen sein müssen. Aber er hält 一 „eins“, 二 „zwei“ und 〇 „Rund“ auch für Piktogramme. Es ist schwer zu sagen, dass „eins“ oder „Rund“ Namen sind.
Qiu Xigui hat einige andere Nachteile hinzugefügt. Z.B. gibt es in Tangs Theorie keinen Raum für die von Sinnträger (im Gegensatz zu Formträger) zusammengesetzten Schriftzeichen, weil sich die Piktogramme und Ideogramme nur (direkt oder indirekt) auf die Formen beziehen. Die Zeichen wie 尖 „Spitze“ können keiner Kategorie zugeteilt werden.

## Die drei Kategorien von Chen Mengjia und Qiu Xigui
Wie oben angeführt, findet Chen den Unterschied zwischen den ersten zwei Kategorien sinnlos und hält die Entlehnung auch für eine eigene Kategorie. Deshalb legt er die beiden zusammen und fügt eine neue Kategorie hinzu.
| Tang Lan     | Piktogramme (象形字) | Ideogramme (象意字)  | Phonogramme (形声字) |                     |
| Chen Mengjia | Piktogramme (象形字) | Piktogramme (象形字) | Phonogramme (形声字) | Entlehnung (假借字) |

Qiu Xigui hat nur einen chinesischen Terminus (Piktogramme Chen: 象形, Qiu: 表意) geändert. Essentiell sind die beiden identisch.
Qiu hat auch seine drei Kategorien in viele Untergruppen geteilt. Folgende sind Hauptinhalt seiner Theorie nach Abriss der Grammatologie:
3.1 Piktogramme (表意字)
3.1.1 Dingnachahmende Schriftzeichen (象物字)
Die Bedeutungen dieser Schriftzeichen beziehen sich auf ihre Formen und bezeichnen Dinge.
z. B. 首  „Kopf“, 目  „Auge“
Ausnahme:
a. Die Formen repräsentieren nur einen Teil des Dings.
z. B. 羊  „Schaf bzw. Ziege“ (nur der Kopf einer Ziege)
b. komplizierte dingnachahmende Schriftzeichen (复杂象物字): Außer dem bezeichneten Ding repräsentieren die Formen auch andere Dinge, die damit eine Beziehung haben.
z. B. 枼  „Blatt“ (außer Blättern auch der Baum)
3.1.2. Schriftzeichen mit Extramarkierungen an den dingnachahmenden Schriftzeichen (指示字)
Eine kurze Linie bzw. eine oder mehrere kleine Punkte werden als Zeigezeichen benutzt und in andere Dingnachahmende Schriftzeichen gefügt.
z. B. 本 „Wurzel“ (Eine kurze Linie wird in den Unterteil des 木 „Baum“ gefügt und bezeichnet Wurzel.)
3.1.3 tätigkeitnachahmende Schriftzeichen mit formalen Eigenschaften der dingnachahmenden Schriftzeichen (象物字式的象事字)
Die Bedeutung dieser Schriftzeichen bezieht sich zwar auf ihre Formen, bezeichnet aber Tätigkeiten oder Eigenschaften.
z. B. 大 „groß“
3.1.4 zusammengesetzte Schriftzeichen (会意字)
Diese Gruppe ist gleich wie die zusammengesetzte Ideogramme nach traditionelle Klassifikation.
3.1.4.1 bildlich zusammengesetzte Schriftzeichen (图形式会意字)
z. B. 从 „folgen“ (人 „Person“; die Bedeutung „folgen“ wird dadurch bezeichnet, dass eine Person einer anderen folgt.)
3.1.4.2 Positionen der Komponenten benutzende Schriftzeichen (利用偏旁间位置关系的会意字)
Diese Kategorie von Schriftzeichen bedient sich der zugeteilten Positionen der Komponenten, um die Bedeutung zu implizieren.
z. B. 尖 „Spitze“ (小 „klein“ auf 大 „groß“ gesetzt)
3.1.4.3 Körper und Organ zusammengesetzte Schriftzeichen (主体和器官的会意字)
Diese Kategorie von Schriftzeichen setzt sich aus zwei Zeichen (Schriftzeichen und/oder Formträgern) zusammen, die jeweils einen Menschen/ein Tier und ein bestimmtes Organ nachbilden, und beschreibt damit eine Handlung oder einen Zustand bezüglich des Organs.
z. B. 臭 „Geruch“ (自 „Nase“ und 犬 „Hund“: Die Nase des Hundes kann sich nach dem Geruch richten.)
3.1.4.4 Komponenten lesbare Schriftzeichen (偏旁连读成文的会意字)
Diese Kategorie von Schriftzeichen besteht aus zwei (oder mehr) Schriftzeichen, die nacheinander zu lesen sind und damit eine zusammengesetzte Bedeutung produzieren oder implizieren.
z. B. 歪 „schief“ (不 „nicht“, 正 „vertikal“, 不正: nicht vertikal --à schief)
3.1.4.5 Schriftzeichen mit dieselben mehrmals auftretenden Komponenten (重复同一偏旁而成的会意字)
z. B. 林 „Wald“ (木 „Baum“, Baum + Baum = Wald)
3.1.4.6 Sonstige (其他会意字)
3.1.5. Schriftzeichen mit formaler Änderung zur Kodierung einer neuen Bedeutung (变体字)
Diese Schriftzeichen werden dadurch gebildet, dass die Form eines anderen Schriftzeichens geändert wird.
z. B. 屰  „umdrehen“ (Es wird von 大 abgeleitet. Wie oben gesagt, 大  wird als ein Mann gemalt. Wenn man diesen Mann auf den Kopf stellt, wird das andere Schriftzeichen erzeugt.)
3.2 Phonogramme (形声字)
3.3 Entlehnung (假借字)
3.3.1 Entlehnung ohne Ursprungsschriftzeichen (无本字的假借字)
Diese Gruppe ist fast gleich wie Entlehnung nach traditioneller Klassifikation.
3.3.2 Entlehnung mit Ursprungsschriftzeichen (有本字的假借字)
Im klassischen Chinesisch wird diese Gruppe als Tongjia (chin. 通假) interpretiert.